# Der Zwerg, D. 771
Pour l’article homonyme, voir Der Zwerg.
Der Zwerg (en français « Le nain ») est un lied pour chant et piano composé par Franz Schubert en novembre 1822 sur un poème de Matthaüs von Collin. Il porte la référence D. 771 dans le catalogue thématique d’Otto Erich Deutsch et fut publié le 27 mai 1823 dans l’opus 22 aux côtés de Wehmut.

## Contexte
La partition autographe de Der Zwerg étant perdue, il est difficile de définir la date de composition exacte de ce lied. Il est toutefois certain qu’il fut composé durant l’hiver 1822-1823,, et, plus vraisemblablement, en novembre 1822, car c’est à cette époque que Schubert opta pour la maison d’éditions Sauer et Leidesdorf à la suite des problèmes qu’il rencontrait avec les éditions Diabelli. Selon Benedict Randhartinger, Schubert aurait composé le lied de manière précipitée car ses nouveaux éditeurs le pressaient. Il prétend également que Schubert aurait composé ce lied en même temps que de converser avec un ami qui était venu le chercher pour faire une promenade. Son témoignage est néanmoins sujet à caution,.
Der Zwerg fut composé sous le signe de la maladie car Franz Schubert venait d’être diagnostiqué de la syphilis en 1822. Au début de l’année suivante, il entreprit des soins en toute discrétion car il se sentait humilié et gêné socialement. Pour le compositeur, l’intrusion de la souffrance, des désagréments physiques, des régimes astreignants et des angoisses psychologiques signaient la fin de la normalité. Sa maladie permit à Schubert une nouvelle connaissance, plus intime, de la douleur. Ses souffrances influencèrent le choix de poèmes qu’il fit et la musique qu’il composa. De fait, les thèmes de la solitude et de la douleur, déjà présents dans ses œuvres avant sa maladie, s’y enracinèrent profondément.
Depuis l’automne 1822, Franz Schubert habitait de nouveau avec son père au numéro 11 de la Grünentorgasse, en banlieue de Vienne, même s’il ne travaillait plus comme professeur auxiliaire pour son école. C’était aussi l’époque de ses premiers véritables rapports avec les éditeurs musicaux au sujet desquels il fut conseillé par son ami Joseph Hüttenbrenner qui l’aidait également à gérer ses comptes. Fin 1822, les Schubertiades, auxquelles s’ajoutaient des séances de lecture, avaient lieu au moins une fois par semaine.

## Analyse musicale
Der Zwerg est un lied durchkomponiert (en composition continue), de 150 mesures,. Il est chanté et joué au piano avec un tempo nicht zu geschwind (pas trop rapide). Il s’agit d’un drame vocal rigoureux mais complexe ; Franz Schubert semble avoir voulu accentuer le drame du texte de Matthaüs von Collin à l’aide des moyens musicaux, notamment les modulations. En effet, la tonalité principale du lied est La mineur, mais des modulations s’opèrent à chaque changement d’orateur (la reine en Do mineur, le nain en Si mineur) ou dans le but d’intensifier certains mots ou phrases. D’ailleurs, l’interprète doit user de trois intonations différentes pour représenter les trois personnages principaux, du lied : la reine, le nain et le narrateur. Ce dernier, qui ne prend que peu de place dans le poème, occupe un rôle actif dans le lied de Schubert, comme le démontre l’insistance faite sur ses mots « Ihr sagt » (mesure 64) et « Sie sagt's » (mesure 105). De plus, la mort de la reine est rendue violente par la musique alors qu’elle ne l’est pas dans le poème.

### Motifs
La construction du lied repose sur deux motifs jouant le même rôle que les leitmotive wagnériens,,. Le premier motif, sur lequel le lied s’ouvre et se ferme, est associé à la mort prédestinée et à la passion qui mène à la mort. Il s’agit d’une cellule thématique qui combine énergie rythmique avec immobilisme mélodique et harmonique,. En effet, le motif est court, percutant et constitué de trois croches et une blanche sur la même note. Il ne se présente pratiquement qu’au registre grave de l’accompagnement pianistique ; il n’est renforcé par la voix qu’aux mesures 40, 51, 59 et 81. Selon John Reed, le rythme court-court-court-long aurait une signification érotique pour Schubert. Ce motif n’est pas sans rappeler le « motif du destin » dans la Symphonie n° 5 de Beethoven,,,,,,. On le retrouve également dans l'Appassionata de Beethoven mais aussi dans d’autres œuvres de Franz Schubert : la « Symphonie inachevée », Suleika I,, Du liebst mich nicht, Der Atlas, Abendstern, et Fülle der Liebe.
Le second motif est, quant à lui, associé à la douleur du nain, née de sa propre cruauté. Il s’agit d’une cellule rythmique descendante par degrés conjoints, constituée d’une noire suivie d’une croche pointée, d’une double, et d’une noire ou blanche. Ce motif est une déformation du premier,, ce qui fait écho à la difformité du corps du nain, mais le second motif est moins rigide et se présente à la fois à la voix et à l’accompagnement,.

### Sections
La première partie de Der Zwerg commence par une introduction de six mesures de piano. La main droite joue des doubles croches tandis que la main gauche joue le premier motif sur La à trois reprises. Le déferlement de trémolos en octaves ou en accords brisés de la main droite au piano tout le long du lied produit une atmosphère inquiétante et un constant grondement vibrant, qui rappelle l’océan présent dans le texte du lied. Aux mesures 4-9 et 14, se présente un accord de septième diminuée sur le sixième degré augmenté, suivi d’une sixte allemande retardée d’une pulsation, comme si le Fa# initial était trop chargé chromatiquement pour être résolu en une seule fois.
La section A du lied comprend la première strophe du texte, qui s’étend des mesures 6 à 19 majoritairement dans la tonalité principale de La mineur. Le personnage principal est le narrateur et Schubert fait essentiellement usage du premier motif. La voix ne dépasse pas le rapport de quinte La-Mi durant toute cette strophe. L’atmosphère de cette section est lourde, oppressante et étouffée. Des mesures 8 à 11, une sixte allemande apparait à nouveau mais cette fois-ci implicitement. Juste après le mot « Zwerge », aux mesures 18-19, la main droite du piano glisse sur tout le clavier pendant que la main gauche produit des accents déformés.
La section B comprend la deuxième strophe du lied, qui s’étend des mesures 23 à 35majoritairement dans la tonalité principale de La mineur bien que Schubert donne une première impression de changement harmonique, en Fa majeur, aux mesures 28-31. Comme pour la section A, le personnage principal est le narrateur et Schubert fait essentiellement usage du premier motif.
La section C comprend la troisième strophe du lied, qui s’étend des mesures 37 à 49 majoritairement dans les tonalités de Do mineur, créant une certaine tension musicale, et Sol mineur. Le personnage principal est la reine, qui déclame ses premiers mots, et Schubert fait essentiellement usage du premier motif. Aux mesures 44-45, les mots « ihr sagt es mir » permettent une inflexion en Mi♭ majeur, tonalité qui conclut d’ailleurs la strophe. L’entre-deux-strophes des mesures 49-51 est l’occasion d’un Si mineur momentané, qui accueille les premières actions du nain.
La section D comprend la quatrième strophe du lied, qui s’étend des mesures 51 à 63 majoritairement dans la tonalité de Si mineur. La cinquième strophe, qui s’étend, quant à elle, des mesures 63 à 74 majoritairement dans la tonalité de Do mineur, constitue la section D’ du lied. Le personnage principal de ces deux sections est le nain et Schubert fait essentiellement usage du second motif. La main gauche au piano produit de la quatrième à la sixième strophe un motif boitillant. La tonalité de Do mineur réapparait à la fin de la quatrième strophe pour introduire la cinquième,. Le premier motif apparait aussi durant cette section : la ligne de basse double la ligne vocale aux mesures 51-57 et 64-68. La fin de cette section est en Do majeur, comme pour représenter l’excitation du meurtre.
La section E comprend la sixième strophe du lied, qui s’étend des mesures 74 à 86 majoritairement dans la tonalité principale de La mineur avec quelques modulations. Le personnage principal est le nain et Schubert fait essentiellement usage du premier motif. Cette section constitue le point de tension culminant du lied. Aux mesures 80-81, lorsque le nain annonce sa volonté de tuer la reine, le premier motif retentit avec, pour la première fois, un intervalle de quarte triton (Si♭ - Mi), symbolique du diabolus in musica et de la mort,. À la mesure suivante, ce motif est répété en imitation canonique par la voix, deux octaves plus haut.
La seconde partie du lied commence avec la section A’ comprenant la septième strophe du lied, qui s’étend des mesures 88 à 101 majoritairement dans les tonalités de La mineur et La majeur. Le personnage principal est la reine et Schubert fait essentiellement usage du premier motif. Cette section est une reprise du début du lied mais en La majeur, cette fois,. Une cadence parfaite aux mesures 100-101 est le point culminant de cette section.
La section F comprend la huitième strophe du lied, qui s’étend des mesures 102 à 116. Les personnages principaux sont la reine et le narrateur mais Schubert ne fait ici usage d’aucun motif et use de modulations. La reine prononce, de la mesure 102 à la mesure 105, ses derniers mots dans la tonalité enharmonique de sa tonalité habituelle : Si♭ majeur. Il s’agit d’une répétition différente mais reconnaissable des mesures 77 à 80, qui étaient l’occasion d’une cadence en Si♭ mineur. Ensuite, un bondissement déchirant de sixte mineure (Si♭ - Sol♭) est provoqué à la mesure 105 sur les mots « Sie sagt’es », prononcés d’une voix étranglée par le chanteur, similairement au cri du nain sur « Es spricht » aux mesures 63-64.  Il s’agit de la même sixte que celle des mesures 78-79, transposée une octave plus haut. Cette mesure 105 est un choc harmonique déconcertant, avec un sforzando sur le troisième temps. Cette insistance musicale coïncide avec la volonté du nain de tuer la reine. À la mesure 106, le Sol♭ se transforme en Fa#, son enharmonie, qui rappelle le Fa# de la mesure 4.  Les deux dernières mesures de cette section sont l’occasion d’une cadence complète sur Mi♭ majeur.
La section D’’ comprend la neuvième et dernière strophe du lied, qui s’étend des mesures 118 à 139 majoritairement dans la tonalité principale de La mineur mais aussi dans celle de Do mineur. Le personnage principal est le narrateur et Schubert fait usage des deux motifs. Il s’agit d’ailleurs de l’unique section de Der Zwerg qui mette en œuvre les deux motifs. Le début de cette section est le moment le plus éclatant de la pièce. Il est marqué par trois répétitions en octaves du premier motif en La mineur, rappelant le début du lied,, sur des quartes tritons à la basse,. Ces dernières symbolisent la mort qui est maintenant accomplie. Aux mesures 123-128, le nain plonge le corps de la reine dans l’eau sur un accord de septième diminuée (Fa#-La-Do-Mi♭). Puis, le dernier vers du poème est chanté par le narrateur sur le second motif qui est, pour la première et seule fois du lied, interprété à la voix en même temps qu’au piano.
Enfin, Der Zwerg se termine par une courte coda dont les mots de fin sont déclamés par le narrateur. Elle reprend la musique de l’introduction dans le ton principal, La mineur, et fait donc essentiellement usage du premier motif.

## Texte

### Textes allemands et traductions françaises
| Texte original allemand : Treubruch de Matthaüs von Collin | Texte allemand revu par Franz Schubert pour Der Zwerg | Traduction française : Le nain |
| --- | --- | --- |
| Im trüben Licht verschwinden schon die Berge, Es schwebt das Schiff auf glatten Meereswogen, Worauf die Königinn mit ihrem Zwerge. Sie schaut empor zum hoch gewölbten Bogen, Hinauf zur lichtdurchwirkten blauen Ferne, Die mit der Milch des Himmels blaß durchzogen. Nie habt ihr mir gelogen noch, ihr Sterne, So ruft sie aus, bald werd’ ich nun entschwinden, Ihr sagt es mir, doch sterb’ ich wahrlich gerne. Da geht der Zwerg zur Königinn, mag binden Um ihren Hals die Schnur von rother Seide, Und weint, als wollt’ er schnell vor Gram erblinden. Er spricht : Du selbst bist Schuld an diesem Leide, Weil um den König du mich haft verlassen : Jetzt weckt dein Sterben einzig mir noch Freude. Zwar werd’ ich ewiglich mich selber hassen, Der dir mit dieser Hand den Tod gegeben, Doch mußt zum frühen Grab du nun erblassen. Sie legt die Hand auf's Herz voll jungem Leben, Und aus dem Aug die schweren Thränen rinnen, Das sie zum Himmel bethend will erheben. Mögst du nicht Schmerz durch meinen Tod gewinnen ! Sie sagt's, da küßt der Zwerg die bleichen Wangen, D’rauf alsobald vergehen ihr die Sinnen. Der Zwerg schaut an die Frau, vom Tod befangen, Er senkt sie tief in's Meer mit eig’nen Handen, Ihm brennt nach ihr das Herz so voll Verlangen, – Un keiner Küste wird er ie mehr landen. | Im trüben Licht verschwinden schon die Berge Es schwebt das Schiff auf glatten Meereswogen, Worauf die Königin mit ihrem Zwerge Sie schaut empor zum hochgewölbten Bogen, Hinauf zur lichtdurchwirkten blauen Ferne Die mit der Milch des Himmels blass durchzogen. Nie nie habt ihr mir gelogen noch ihr Sterne, So ruft sie aus, bald werd ich nun entschwinden, Ihr sagt es mir doch sterb’ ich wahrlich gerne Da tritt der Zwerg zur Königin mag binden Um ihren Hals die Schnur von rother Seide Und weint und weint als wollt’ er schnell vor Gram erblinden vor Gram erblinden. Er spricht : Du selbst bist Schuld an diesem Leide, Weil um den König du mich haft verlassen, Jetzt weckt dein Sterben einzig mir noch Freude einzig mir noch Freude. Zwar werd ich ewiglich mich selber hassen Der dir mit dieser Hand den Tod gegeben Doch must zum frühen Grab du nun erblassen. Sie legt die Hand auf Herz voll jungen Leben Und aus dem Aug die schweren Thränen rinnen Das sie zum Himmel betend will erheben Mogst du nicht Schmerz durch meinen Tod gewinnen Sie sagt's da kusst der Zwerg die bleichen Wangen Drauf alsobald vergehen ihr die Sinnen. Der Zwerg schaut an die Frau, vom Tod befangen, Er senkt sie tief ins Meer mit eig’nen Handen. Ihm brennt nach ihr das Herz so Voll Verlangen Ihm brennt nach ihr das Herz so voll Verlangen so voll Verlangen. Un keiner Küste wird er je mehr landen. | Dans la brume du soir où s’estompent les cimes, Le navire s’en va sur l’océan paisible, Portant la reine avec son nain. Elle lève les yeux vers la voûte céleste, Vers cet azur lointain ponctué de lumière Que traverse la voie lactée. “Astres, jamais encor vous ne m’avez menti, S’écrie-t-elle, bientôt je vais mourir ici, Mais j’accepte votre verdict.” Le nain s’approche alors de la reine, et il noue Autour de son cou blanc un cordon de soie rouge, Presque aveuglé par son chagrin. Il dit : “Tu as causé toi-même ton malheur, Lorsque tu me quittas pour épouser le roi. Ta mort aujourd’hui fait ma joie. Je me détesterai dans les siècles des siècles, Pour t’avoir infligé la mort de cette main. Mais la tombe attend désormais.” Portant la main au cœur où palpite la vie, Elle laisse tomber bien des larmes amères De son œil tourné vers le ciel. “Puisse ma mort ne te causer nulle douleur”, Dit-elle, alors le nain baise ses joues livides, Elle perd aussitôt conscience. Baissant les yeux sur celle que la mort a ravie, Il va la déposer dans la mer profonde, Avec son cœur brûlant plein de désir pour elle. Jamais à nul rivage il n’accostera plus. |

### Résumé
Le récit de Der Zwerg est un segment d’un conte plus vaste qui, comme souvent dans les ballades, résume, voire omet, toute l’histoire qui précède le moment culminant décrit dans le poème. Avant que le lied ne commence, le malheur est déjà arrivé mais l’absence d’antécédents littéraires de l’histoire, crée une certaine tension.
Der Zwerg raconte l’histoire d’une reine et d’un nain voguant sur la mer. Il fait nuit et, en sondant les étoiles, la reine sait qu’elle va mourir. Elle ne peut renoncer au roi pour le nain, qui vit cela comme une trahison. La reine consent alors à ce qu’il la tue, ce qu’il fait en l’étranglant, non sans se haïr lui-même. Elle le prie de ne pas être triste de sa mort, le nain la fait alors taire en la noyant. La passion du meurtrier pour la reine n’en est que plus forte et il est condamné à l’errance.

### Contexte

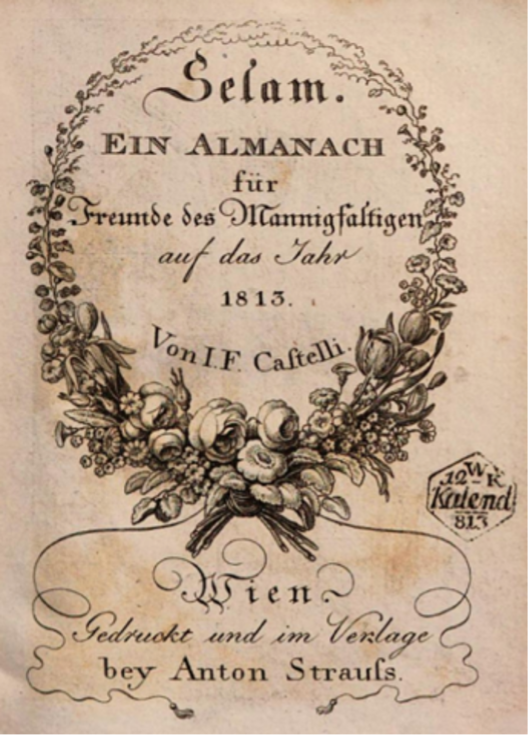
Frontispice de Selam

Pour Der Zwerg, Franz Schubert choisit un poème de Matthaüs von Collin qui fut publié pour la première fois en 1813, avec comme titre Treubruch, dans l’almanach viennois Selam,,,,. Wehmut, le second lied qui accompagne Der Zwerg dans l’opus 22, est également écrit sur un poème de Collin, paru dans Selam. La date d’écriture de ces deux poèmes n’est pas certaine, même s’ils furent probablement écrits en même temps. Une copie manuscrite de Treubruch réalisée par Franz Schubert pour Karl Haugwitz se trouve au Moravské Museum à Brno,,. Haugwitz a esquissé un arrangement de la chanson sur la copie et il s’agirait peut-être d’une transcription de la partition autographe perdue de Der Zwerg,.
Schubert et Collin se connaissaient personnellement. En effet, le poète était le cousin d’un des plus proches amis de Schubert, Joseph von Spaun, grâce à qui ils se rencontrèrent. En dépit du fait que Schubert fréquenta longtemps le salon musical tenu par Collin, où il jouait parfois ses œuvres,, il n’exista jamais d’étroite amitié entre les deux hommes.
Il est possible que Franz Schubert ait choisi ce poème car il y voyait une dimension biographique. Le nain, cet homme déformé décrit dans le poème, pourrait-être lui. On peut y voir non seulement une allusion à sa petite taille, à ses amours impossibles rendues interdites par l’apparition de la maladie, mais aussi, plus métaphoriquement, à la place qu’il occupe à l’époque dans le monde musical viennois.
Les poèmes choisis par Franz Schubert pour les lieder Nacht und Träume et Wehmut sont également de Matthaüs von Collin. Les textes de Licht und Liebe et d’Epistel : Musikalischer Schwank sont eux aussi de Collin.

### Analyse
Les commentaires consacrés au poème de Matthaüs von Collin sont généralement dépréciatifs. Il lui est reproché son manque de technique poétique, un symbolisme énigmatique, le ton plat du poème et sa manière factuelle de relater les évènements. Sans ce lied, qui lui fut dédié par Franz Schubert, Matthaüs von Collin ne serait pas passé à la postérité.
En plus de quelques différences de ponctuation et d’orthographe, quelques vers de Treubruch ont été adaptés par Franz Schubert pour Der Zwerg : la fin de la quatrième strophe (« vor Gram erblinden ») est répétée ; il en est de même pour la fin de la cinquième strophe (« einzig mir noch Freude ») ; l’avant-dernier vers (« Ihm brennt nach ihr das Herz so voll Verlangen ») est, quant à lui, répété dans son entièreté avec une seconde répétition de « so voll Verlangen ». De plus, un changement de verbe est observable au début de la quatrième strophe : « geht » dans Treubruch devient « tritt » dans Der Zwerg.
Treubruch est structuré en tercets, le schéma de rimes s’enchainant comme suit : aba bcb cdc etc. Les lignes individuelles sont, quant à elles, formulées en pentamètre iambique. Ce n’est toutefois plus le cas à certains vers du texte de Der Zwerg car Schubert y a ajouté des répétitions. Le texte est réparti en 9 strophes augmentées d’une ligne additionnelle à la toute fin : la déclaration de la damnation éternelle du nain. D’ailleurs, le mot final du poème (« landen ») est une allitération du mot en fin de vers précédent (« Verlangen »). Ce mot final est en-dehors du schéma des rimes et cela peut être mis en parallèle avec le nain qui se trouve lui-même en dehors des limites du genre humain.
Le texte de Matthaüs von Collin prend place dans la mouvance du romantisme néo-gothique. De fait, le poète utilise, dès le début du poème, des symboles romantiques : l’ambiance crépusculaire et lugubre, la nuit, les étoiles, l’océan, la mort, la passion, la sexualité, et un nain. Le poème évoque un monde transgressif dans lequel les rôles, l’ordre habituel des évènements, et les conventions de la romance de conte de fées sont inversés. Il s’agit du dernier lied de Schubert qui évoque les forces irrationnelles du destin, les fantasmes de la nuit, la terreur, la cruauté mais aussi la tendresse et l’amour.
Comme l’écrivit Susan Youens : « Une densité de références dans un ensemble compact : c'est une des définitions du terme "lied". ». En effet, elle releva plusieurs possibles inspirations dans le poème de Collin :  la Niebelungenlied, Die Königin von Frankreich und der ungetreue Marschall de Schondoch, Die Zwerge de La Motte-Fouqué, le folklore germanique, le gouvernement de Napoléon et les écrits du Marquis de Sade.
Der Zwerg fut mis en relation avec l’opéra Peter Grimes. En effet, dans leur œuvre éponyme respective, le nain de Der Zwerg et Peter Grimes sont deux marginaux au même destin : ils laissent derrière eux la mer où leurs problèmes ont commencé, l’un faisant couler son amante, l’autre son bateau. Le poème choisi par Schubert semble, en outre, de plusieurs manières, préfigurer le Tristan und Isolde de Wagner.

## Réception

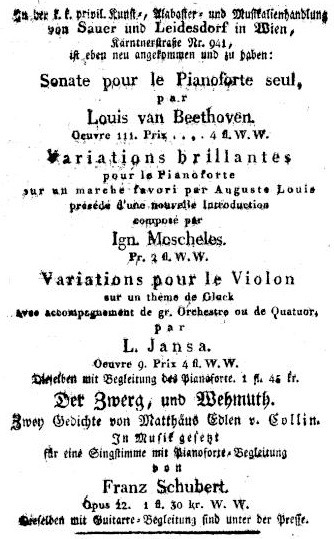
Première page du Wiener Zeitung du 27 mai 1823 annonçant la publication de l’opus 22

Der Zwerg aurait déjà été chanté, à la fin de 1822, par Franz Stohl accompagné au piano par Franz Schubert lui-même mais aussi lors d’une fête chez Karl Pinterics. Le lied aurait ensuite été chanté par Johann Michael Vogl à Saint-Florian au printemps 1823. Cependant la première représentation publique certaine du lied date du 13 novembre 1823 à la Musikverein de Vienne, chanté par la basse Josef Preisinger,,. L’œuvre a depuis lors été chantée à de nombreuses reprises, notamment par le ténor Anton Haitzinger fils, le baryton Julius Stockhausen et la basse Paul Bender.
La deuxième édition de la partition originale de Der Zwerg dans l’opus 22 a subi quelques modifications, probablement de Schubert lui-même ; il aurait notamment ajouté des indications quant à l’interprétation du lied.

## Éditions

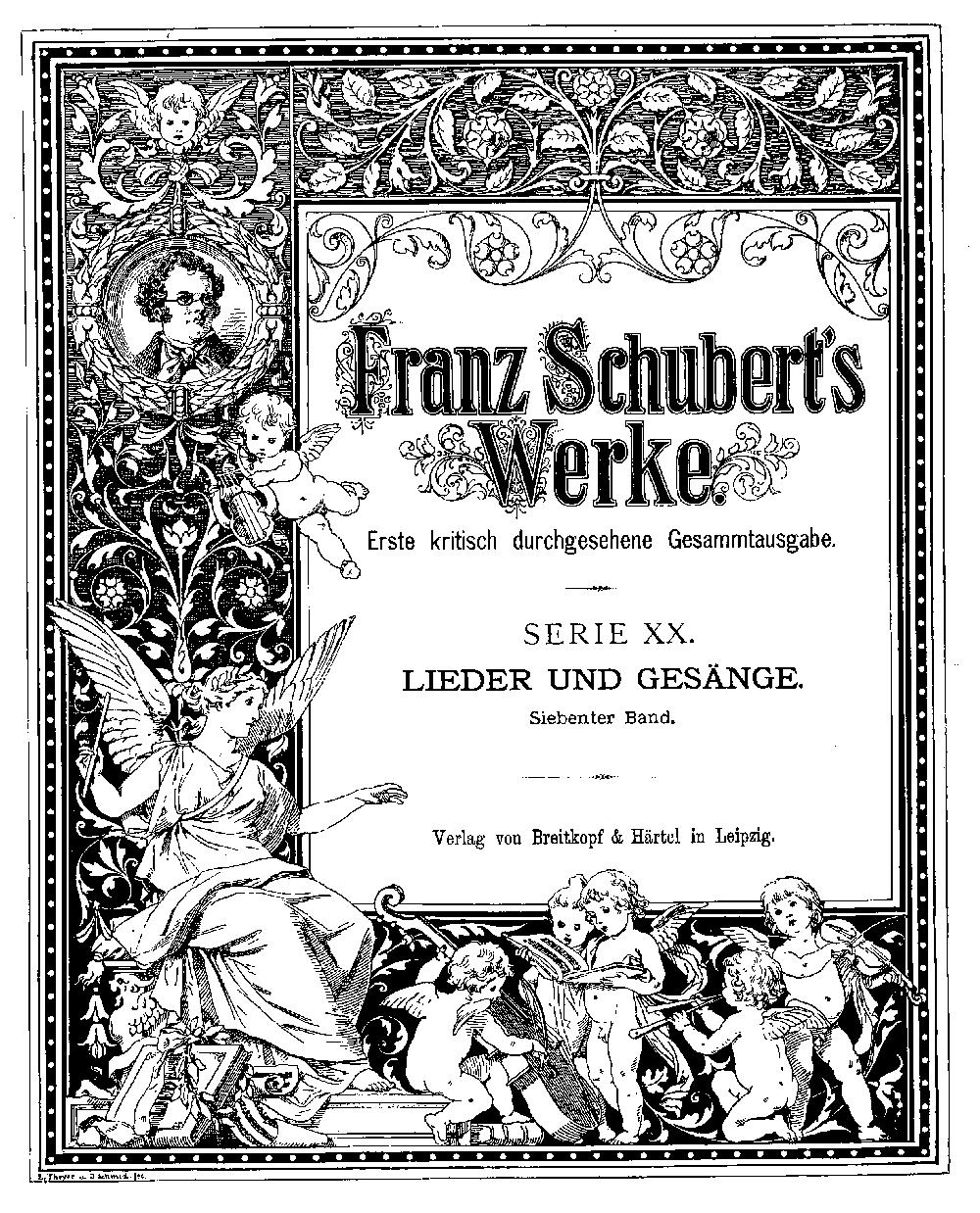
Couverture du volume 7 de la série XX de la première édition intégrale des œuvres de Schubert, 1895

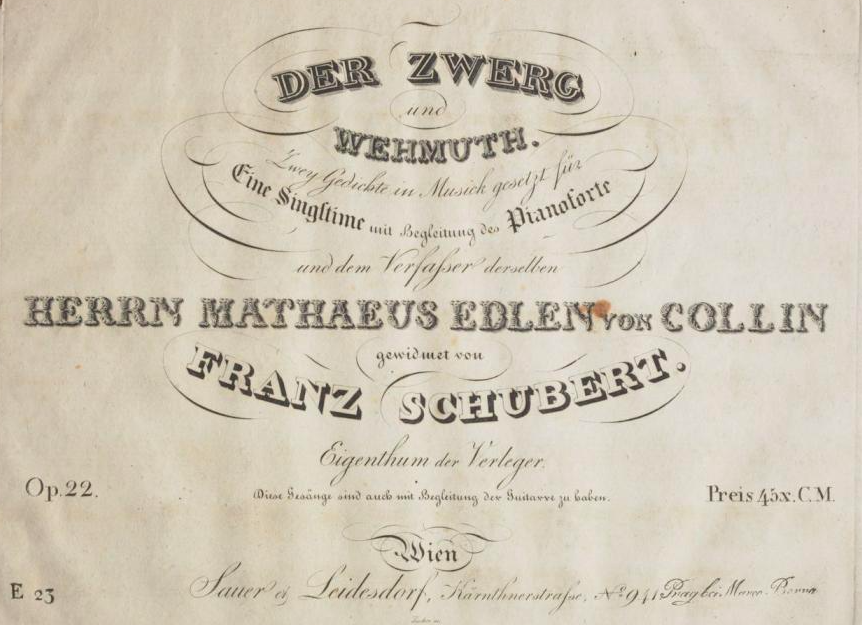
Page de couverture de la première édition de l’opus 22, 1823 (détail)

L’opus 22 de Franz Schubert fut publié pour la première fois le 27 mai 1823 aux éditions Sauer et Leidesdorf à Vienne,,,,. Der Zwerg s’y trouve aux côtés de Wehmut ; ces deux lieder pour une voix chantée avec accompagnement au piano sont dédiés à l’auteur des poèmes, Matthaüs von Collin,,.
En dépit de leur rupture de contrat, Diabelli décida néanmoins, vers 1830, deux ans après la mort de Schubert, de publier l’opus 22 dans une édition quasiment identique à celle de Sauer et Leidesdorf de 1823.
On retrouve ensuite Der Zwerg dans la première édition intégrale des œuvres de Franz Schubert, éditée en 1895 par Breitkopf & Härtel ; le lied y porte le numéro 425.
Der Zwerg figure également dans le premier volume des lieder de la nouvelle édition intégrale des œuvres de Franz Schubert, parue en 1970 aux éditions Bärenreiter et révisée en 1995.
Enfin, Der Zwerg se trouve dans le deuxième volume des lieder de Schubert aux éditions Peters qui parait en 2005.

## Discographie sélective
| Date de parution | Chant                    | Piano          | Titre de l'album                                     | Label               |
| ---------------- | ------------------------ | -------------- | ---------------------------------------------------- | ------------------- |
| 1928             | Lula Mysz-Gmeiner        | Julius Dahlke  | Serie fur Liebhaber und Sammler                      | Polydor             |
| 1949             | Theo Harmann             | Gerald Moore   | ?                                                    | Columbia            |
| 1969             | Dietrich Fischer-Dieskau | Gerald Moore   | Schubert Lieder, Vol. 15                             | Deutsche Grammophon |
| 1972             | Jessye Norman            | Irwin Gage     | Schubert, Mahler : Lieder                            | Philips             |
| 1975             | Christa Ludwig           | Irwin Gage     | Franz Schubet : Lieder, Vol. 2                       | Deutsche Grammophon |
| 1989             | Sarah Walker             | Roger Vignoles | Schubert Lieder                                      | CRD                 |
| 1989             | Ann Murray               | Graham Johnson | The Hyperion Schubert Edition, Vol. 3                | Hyperion            |
| 1992             | Tamara Takács            | Jenö Jandó     | Schubert : Lieder                                    | Naxos               |
| 2006             | Christianne Stotijn      | Joseph Breinl  | Schubert, Berg, Wolf : Phantasien und Traumgestalten | Onyx                |
| 2012             | Camilla Tilling          | Paul Rivinius  | Bei dir allein! : Schubert Songs                     | Bis                 |
| 2019             | Anna Lucia Richter       | Gerold Huber   | Heimweh : Schubert Lieder                            | Pentagone           |

### Monographies
- Fischer-Dieskau, Dietrich, Les Lieder de Schubert, Paris, Robert Laffont, 1979.
- Kramer, Lawrence, Franz Schubert: Sexuality, Subjectivity, Song, Cambridge, Cambridge University Press, 1998.
- Massin, Brigitte, Franz Schubert, Paris, Fayard, 1978.
- Reed, John, The Schubert Song Companion, New York, Universe Books, 1985.
- Youens, Susan, Schubert’s Late Lieder: Beyond the Song-Cycles, Cambridge, Cambridge University Press, 2002.

### Articles
- Chasteau, Michel, « Le nain D.771 », in Schubert Lieder. Matthias Goerne. Textes chantés, en ligne, p. 171.
- Collin, Mathäus von, « Treubruch », in Ignaz Franz Castelli (éd.), Selam. Ein Almanach für Freunde des Mannigfaltigen, Vienne, Anton Strauß, p. 68-69.
- Deutsch, Otto Erich, « Der Zwerg, op. 22, 1», in Franz Schubert: Thematisches Verzeichnis seiner Werke in chronologischer Folge, Kassel, Bärenreiter, 1978, p. 464.
- Dürr, Walther, et Andreas Krause (éds), « Der Zwerg », in Schubert Handbuch, Kassel, Bärenreiter, 1997, p. 214-215.
- Gut, Serge, « (Der) Zwerg », dans Marc Honegger et Paul Prévost (éds.), Dictionnaire de l’art vocal, vol. 3, P-Z, Paris, Bordas, 1992, p. 2285-2286.
- Schöne, Peter, « Der Zwerg », in Schubertlied.de, en ligne. (Page consultée le 8 novembre 2023).

### Notice discographique
- Johnson, Graham, « Der Zwerg », notes pour Franz Schubert, Der Zwerg, enregistré en 1988, Ann Murray (mezzo-soprano), Graham Johnson (pianiste), CD, Hyperion, CDJ33003, 1989, p. 22-23.

### Partitions
- Schubert, Franz, Der Zwerg Und Wehmuth, deux lieder pour voix chantée et pianoforte sur des poèmes de Mathaeus Edlen von Collin, Op. 22, Vienne, Sauer et Leidesdorf, S et L 337, [1823].
- Schubert, Franz, Der Zwerg Und Wehmuth, deux lieder pour voix chantée et pianoforte sur des poèmes de Mathaeus Edlen von Collin, Op. 22, Vienne, Ant. Diabelli y Comp., D. et C. N° 3522, [ca. 1830].
- Schubert, Franz, Neue Ausgabe sämtlicher Werke, série IV, Lieder, vol. 1a et 1b, édité par Walter Dürr, Kassel, Bärenreiter, 1995, p. 160-167, 341-342.
- Schubert, Franz, Lieder, vol. 2, Gesang und Klavier / Voice and Piano, édité par Max Friedländer, Leipzig, C. F. Peters, 2005.